# Flugplatz Tallinn-Lasnamäe
Koordinaten: 59° 27′ 0″ N, 24° 51′ 48″ O

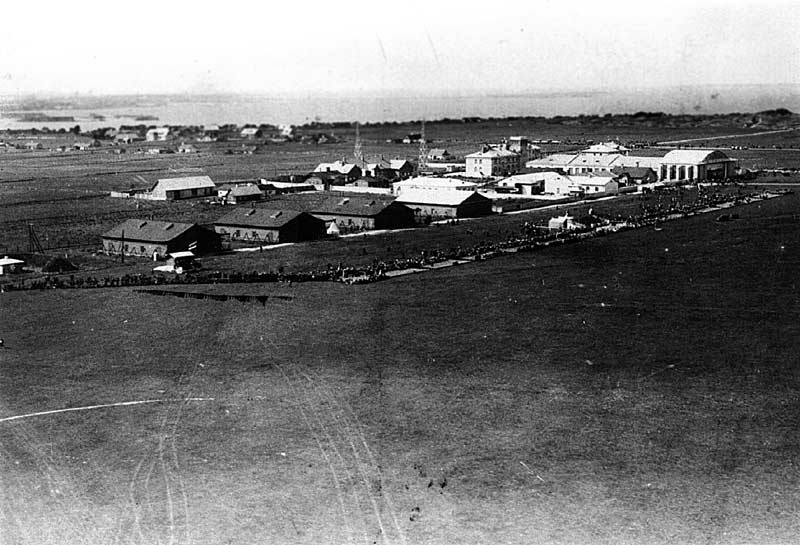
Der Flugplatz um 1933

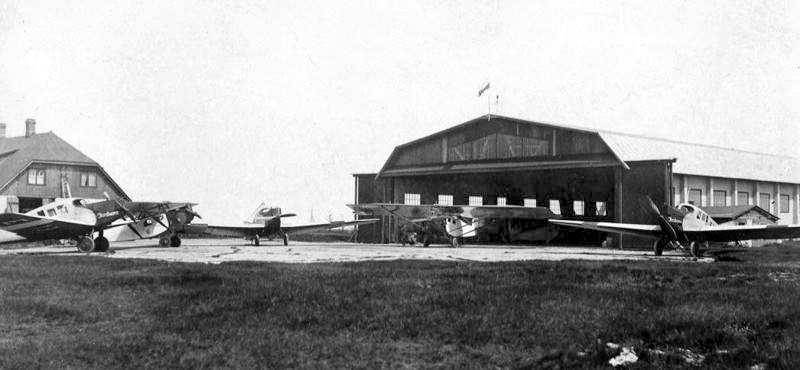
Der Anfang der 1920er Jahre gebaute Stahlbeton-Hangar von Aeronaut, ca. 1925. Im Bild Maschinen der Marke Sablatnig P III und Junkers F 13.

Der Flugplatz Lasnamäe (estnisch Lasnamäe lennuväli) war der erste Flughafen der estnischen Hauptstadt Tallinn (deutsch Reval). Er wurde 1922 in Betrieb genommen.
Nach der offiziellen Inbetriebnahme des Flughafens Tallinn-Ülemiste im September 1936 wurde er als Zivilflughafen aufgegeben und bis in die 1970er Jahre nur noch zu militärischen Zwecken genutzt.

## Geschichte
Der erste Flugplatz auf dem Gebiet des heutigen Estland entstand kurz vor Ausbruch des Ersten Weltkrieges. Er lag im livländischen Raadi, der heute ein Stadtteil der südestnischen Stadt Tartu (Dorpat) ist.
Mit der Gründung der Republik Estland 1918 wurde die Hauptstadt Tallinn zum unangefochtenen politischen und wirtschaftlichen Zentrum des neuen Staates. Im März 1921 wurde mit der Aktiengesellschaft Aeronaut die erste Fluggesellschaft des Landes in Tallinn gegründet.
Aeronaut ließ 1921 einen großen Stahlbeton-Hangar im Tallinner Stadtteil Lasnamäe (Laaksberg) errichten. Der Stadtteil liegt auf einem Klint aus Kalkstein in der Nähe der Ostseeküste. Der Flugplatz lag ca. 5 Kilometer östlich des Stadtzentrums auf einer Höhe von 43 m über dem Meeresspiegel.
Tallinn-Lasnamäe wurde in den 1920er Jahren zum wichtigsten Zivil- und Militärflugplatz des jungen Staates. Die Start- und Landebahn aus Beton war 2500 Meter lang. Regelmäßige Flüge führten von hier aus nach Helsinki, Tartu und Riga.
Der Flugplatz war mit einfachsten Mitteln ausgestattet. Es gab weder Funkverbindung noch Flugverkehrskontrolle. Der meteorologische Dienst steckte noch in den Kinderschuhen. Dies führte zu zahlreichen Unfällen.
Zwischen 1932 und 1936 wurde ein moderner Zivilflughafen im Stadtbezirk Ülemiste geschaffen, der heutige Flughafen Tallinn-Lennart Meri. Ende der 1930er Jahre wurde Tallinn-Lasnamäe als Militärflugplatz von der estnischen Luftwaffe modernisiert und ausgebaut.
1940 besetzte die Rote Armee Estland. Von 1941 bis 1944 wurde der Flugplatz von den deutschen Besatzungstruppen genutzt. Mit der zweiten sowjetischen Besetzung Estlands ab 1944 ging der Flugplatz wieder in das Eigentum der sowjetischen Luftwaffe über. Sie nutzte den Flugplatz als Übungsgelände für Fallschirmspringer und Hubschrauber.
Zwischen 1976 und 1991 entstand in Lasnamäe eine riesige Plattenbausiedlung sowjetischen Stils. Durch die Schaffung neuer Wohnräume sollte die Ansiedlung russischsprachiger Bewohner aus anderen Teilen der Sowjetunion forciert werden. Im Zuge der Stadtplanung wurde der Flugplatz mit Wohngebäuden und Straßen überbaut. Heute sind keine Überreste mehr vorhanden.